# Eidos Interactive
Eidos Interactive er en engelsk computerspilsudgiver grundlagt i 1990. Eidos ejes nu af SCi Entertainment Group, og ejer selv blandt andet Crystal Dynamics og danske IO Interactive.

## Spil
- Freedom Fighters

### Legacy of Kain serien
- Legacy of Kain: Soul Reaver (1999)
- Soul Reaver 2 (2001)
- Blood Omen 2 (2002)
- Legacy of Kain: Defiance (2003)

### Hitman serien
- Hitman: Codename 47 (2000)
- Hitman 2: Silent Assasin (2002)
- Hitman: Contracts (2004)
- Hitman: Blood Money (2006)

### Deus Ex serien
- Deus Ex (2000)
- Deus Ex: Invisible War (2003)
- Deus Ex: Human Revolution (2011)

### Thief serien
- The Dark Project
- Thief II: The Metal Age
- Deadly Shadows
- Thief

### Tomb Raider serien
- Tomb Raider (1996)
- Tomb Raider II (1997)
- Tomb Raider III (1998)
- Tomb Raider: The Last Revelation (1999)
- Tomb Raider Chronicles (2000)
- Tomb Raider: The Angel of Darkness (2003)
- Lara Croft Tomb Raider: Legend (2006)
- Lara Croft Tomb Raider: Anniversary (2007)
- Tomb Raider: Underworld (2008)
- Tomb Raider (2013)